# Aktywność wody
Aktywność wody – stosunek ciśnienia pary wodnej nad powierzchnią roztworu do ciśnienia nad powierzchnią czystej chemicznie wody przy tym samym ciśnieniu atmosferycznym i temperaturze. Ze wzrostem stężenia związków rozpuszczalnych aktywność wody spada poniżej wartości 1.
Aktywność wody, przy której szybkość wzrostu drobnoustrojów jest najwyższa, określana jest jako optymalna. Przy niższych wartościach szybkość wzrostu drobnoustrojów zmniejsza się. Poniżej wartości aktywności minimalnej wzrost drobnoustrojów zostaje zahamowany. Większość drobnoustrojów może rosnąć w środowiskach, których aktywność wody wynosi minimalne 0,91 (bakterie G+) lub 0,95 (bakterie G-), a optymalna wartość to 0,99. W przypadku drożdży i grzybów strzępkowych wartość minimalna 0,88−0,80, dla bakterii halofilnych oraz drożdży osmotolerancyjnych i kserofilnych grzybów strzępkowych wskaźnik ten sięga poziomu 0,75−0,60.